# Rödkroatien

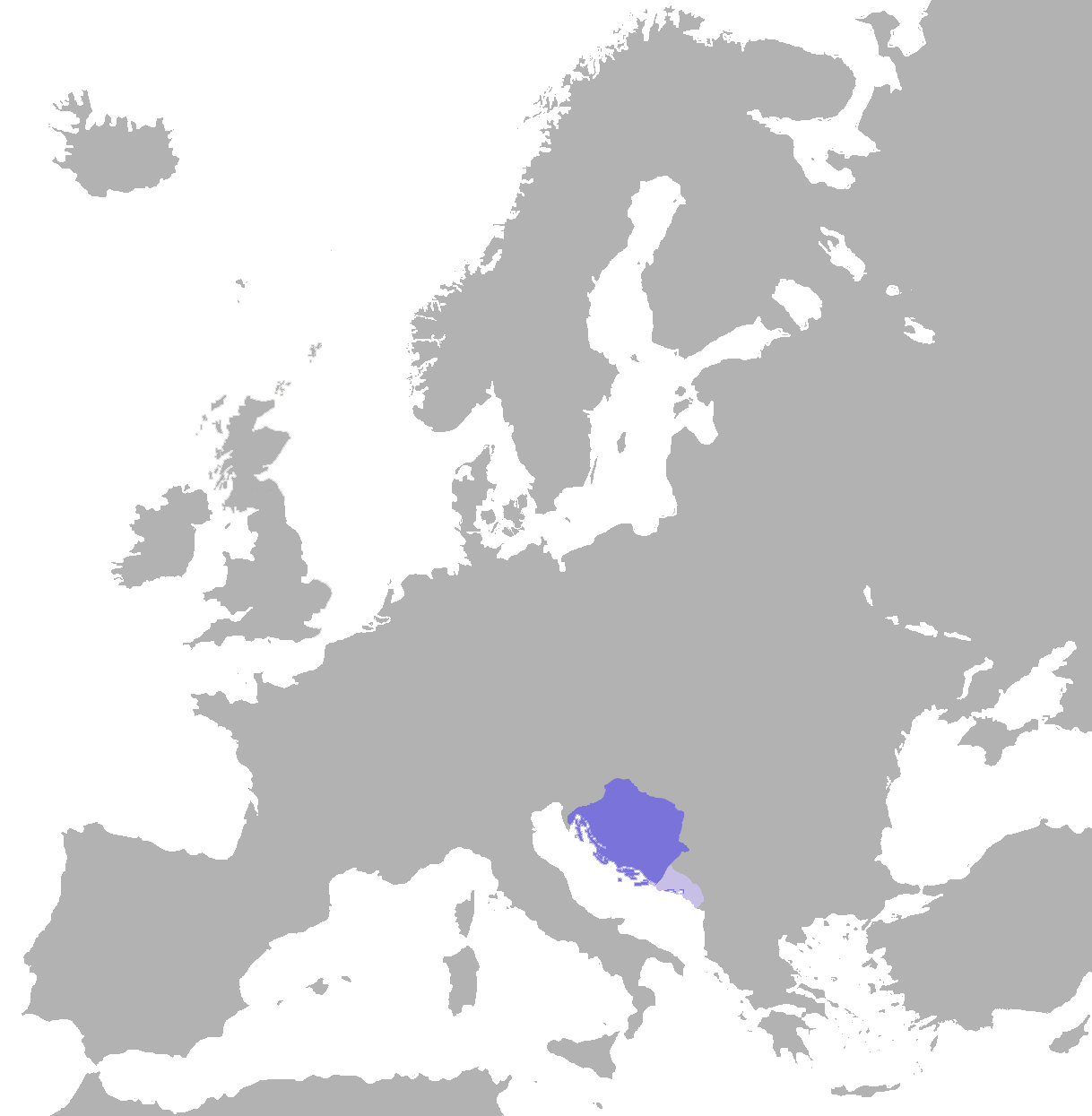
Kungariket Kroatien
Rödkroatien

Rödkroatien eller Röda Kroatien (kroatiska: Crvena Hrvatska, latin: Croatia Rubea) är en historisk term som används för de sydöstra delarna av den forna romerska provinsen Dalmatien. Området som avses omfattar vad som idag är sydligaste Kroatien och delar av Montenegro, Albanien och regionen Hercegovina i dagens Bosnien och Hercegovina. 
Begreppet Rödkroatien användes för första gången i en version av Prästen av Dukljas krönika som i sin helhet författades under 1200-talet. Det användes senare i ett antal medeltida källor skrivna på olika språk och av olika författare och krönikörer med varierande bakgrund, däribland Andrea Dandolo, Mavro Orbini, Jakov Lukarević, Junije Rastić och Serafin Marija Crijević. Under nationalromantiken på 1800-talet blev termen Rödkroatien en central punkt för diskussion och forskning, ofta som en del av den kroatiska nationalismen, där begreppet ibland populariserades som en benämning för ett historiskt kroatiskt landområde vid Adriatiska havets kust som borde bli en del av ett tänkt Storkroatien. 
Historiografin har ännu (2024) inte kunnat klargöra varför prästen från Duklja använde begreppet "Rödkroatien". Området som skildras och benämns som Rödkroatien i hans krönika har identifierats som det som i andra verk kallas för Övre Dalmatien (latin: Dalmatia Superior). Det är inte heller klargjort ifall Rödkroatien utgjorde en självständig politisk entitet eller var en del av det kroatiska kungariket. Epitetet "röd" kan vara ett uttryck för den gamla traditionen att benämna väderstrecken i färger där rött symboliserar syd och vitt norr. I den kontexten skulle benämningen Rödkroatien betyda Sydkroatien.     